# Brelan de dames
Brelan de dames est une série de bande dessinée belge parue aux Éditions du Lombard.

## Auteurs
- Scénario : Jean-Luc Vernal avec l'aide de Jean Dufaux pour les tomes 5 à 7
- Dessins : Renaud
- Couleurs : Béatrice Monnoyer (tomes 2 et 7), Magda Pierard (tome 3), M. L. Scaramelli (tome 4), Guy Vangibergen (tome 5), Liliane (tome 6)

## Synopsis
Inspirée de Drôles de dames, la série s'en démarque très rapidement puisque, dès le deuxième album, les héroïnes donnent leur démission à leur patron. En effet, insatisfaites de la mission qui leur avait été assignée par la CIA lors de la première aventure, elles décident de devenir indépendantes et choisir elles-mêmes leurs missions.

## Les personnages
- Jaimie Grisbee : américaine experte en maniement des armes, symbolisée par la Dame de pique.
- Amanda Wenn : journaliste anglaise qui n'hésite pas à utiliser son charme pour parvenir à ses fins, symbolisée par la Dame de cœur.
- Laurence Tonkin : championne en arts martiaux eurasienne, symbolisée par la Dame de trèfle.

## Albums
1. Opération marées noires (septembre 1983)
2. Safari dans l’enfer vert (septembre 1983)
3. La Vengeance des Moustikhos (mars 1984)
4. Embrouille en Ghafnistan (février 1985)
5. La Malédiction (avril 1986)
6. Le Sang des Dewatah (avril 1987)
7. L’Œil du barracuda (février 1988)

## Publication

### Périodiques
- Super Tintin no 7 : Panique au Niacunda 1979, histoire de 8 pages parue dans le tome 1
- Journal de Tintin nos 243 à 257 : Opération marées noires 1980 tome 1
- Journal de Tintin no 295 : L’Île du docteur Von 1981, histoire de 10 pages parue dans le tome 3
- Journal de Tintin no 300 : Rallye à Ypres 1981, histoire de 10 pages inédite en album ?
- Journal de Tintin nos 314 à 322 : Safari dans l'enfer vert 1981, tome 2
- Journal de Tintin nos 343 à 349 : La Vengeance des Moustikhos 1982, tome 3
- Super Tintin no 17 : Vacances explosives 1982, histoire de 8 pages inédite en album ?
- Journal de Tintin nos 383 à 390 : Embrouilles en Ghafnistan 1983, tome 48
- Journal de Tintin nos 398 à 406 : Les Louves de Han 1983, inédite en album ? (édité en néerlandais : De wolvinnen van Han - 2015 n° 8)
- Journal de Tintin no 488 : Le Kriss 1985, premier tiers du tome 5
- Journal de Tintin no 493 : La Malédiction 1985, deuxième tiers du tome 5
- Journal de Tintin no 499 : La Déesse des légendes 1985, dernier tiers du tome 5
- Super Tintin no 29 : Le Sang des Dewatah 1985, premier tiers du tome 6
- Journal de Tintin 524 : La Pelote d'épingles 1985, deuxième tiers du tome 6
- Journal de Tintin no 529 : Le Temple de Linjar 1985, dernier tiers du tome 6
- Journal de Tintin no 558 : Une soirée chez Von Shade 1986, premier tiers du tome 7
- Journal de Tintin no 563 : Beach Trap 1986, deuxième tiers du tome 7
- Journal de Tintin no 568 : L’Œil du barracuda 1986, dernier tiers du tome 7
- Super Tintin no 34 : Le Sport… un délassement ? 1986, histoire de 2 pages inédite en album.

### Éditeur
- Éditions du Lombard : tomes 1 à 7 (première édition des tomes 1 à 7).